# عبدالعلی نجیمی نائینی
سپهبد عبدالعلی نجیمی نائینی (- ۱۳۹۸ تهران) مشاور رئیس ستاد بزرگ ارتشتاران و جانشین فرمانده نیروی زمینی ارتش شاهنشاهی بود که اعلامیه بی‌طرفی ارتش در ۲۲ بهمن ۱۳۵۷ را به همراه ۲۶ امیر ارشد دیگر ارتش امضا کرد.
وی پس از انقلاب در ایران زندگی کرده و در اول اسفند ۱۳۵۷ به همراه سپهبد هوشنگ حاتم، سپهبد خلیل بخشی‌آذر، سپهبد شاپور آذربرزین، دریاسالار ابوالفتح اردلان و جمعی دیگر از امرای ارتش بازنشسته شد. وی برخلاف سایر امرای ارتش محاکمه نشد و در سال ۱۳۹۸ در تهران درگذشت.